# Bertoldo di Hohenburg
Bertoldo di Hohenburg (1215 circa – 1257) fu reggente del regno di Sicilia.

## Biografia
Della stirpe dei Diepoldingi-Rapotonidi e conte di Hohenburg, era figlio di Dipoldo V di Vohburg e Matilde di Wasserburg. Bertoldo iniziò la sua carriera come valletto dell'imperatore Federico II, a seguito del quale giunse nel regno di Sicilia verso il 1232. 
Nel 1238 fu signore di Monteforte Irpino e di Arienzo. L'anno successivo fu nominato capitano di Como e nel 1244 vicario generale; nel 1246-1247 fu ambasciatore alla corte di Nicea. In quegli anni sposò Isolda figlia di Manfredo II Lancia, rafforzando il legame con gli Hohenstaufen.
Federico II gli affidò, poco prima della sua morte, il figlio Manfredi. Nel 1251 risulta che aveva ricevuto in feudo la contea di Andria.
Con l'arrivo in Italia del fratellastro di Manfredi, l'imperatore Corrado, i rapporti tra Bertoldo e il suo pupillo si deteriorano: Corrado, dopo aver limitato i poteri di Manfredi e dei Lancia nel regno di Sicilia, preferì affidarsi a Bertoldo e ai "tedeschi" e prima di morire designò a tutore del piccolo Corradino e quindi reggente del regno, proprio Bertoldo e non il fratello (come era invece previsto nel testamento del loro padre Federico II).
Bertoldo, divenuto consigliere del re, venne nominato gran siniscalco del regno di Sicilia e delle contee di Ascoli e di Montescaglioso, della baronia di Castro.
Nel 1254 morì Corrado, e Bertoldo provò a allacciare dei rapporti diplomatici col papa. Ma l'acquisizione del potere da parte di Manfredi lo costrinse a dimettersi, e aderì al partito di papa Innocenzo IV contro Manfredi. Venne nominato da papa Alessandro IV nel 1255 comandante dell'esercito pontificio in Puglia. Cercò nuovamente di allearsi invano al vittorioso Manfredi, venne poi tradito da suo zio Corrado di Wasserburg. 
lla dieta di Barletta (2 febbraio 1256) Bertoldo fu condannato a morte, insieme ai suoi fratelli Ottone, Ludovico e Dipoldo: la condanna più tardi fu commutata in ergastolo, ma venne assassinato nella sua cella. Così finì la dinastia degli Hohenburg.

## Cultura
Bertoldo fu vicino negli anni giovanili alla colta corte federiciana. Ebbe contatti con Mosè ben Solomon di Salerno, ebbe interessi culturali oltre l'attività militare. Fu anche un Minnesänger: sono sopravvissute molte canzoni d'amore di sua mano. Una delle sue opere più famose è la Lamentatio Bertoldi marchionis: